# 2019年台化芳香烴廠液化石油氣外洩事故

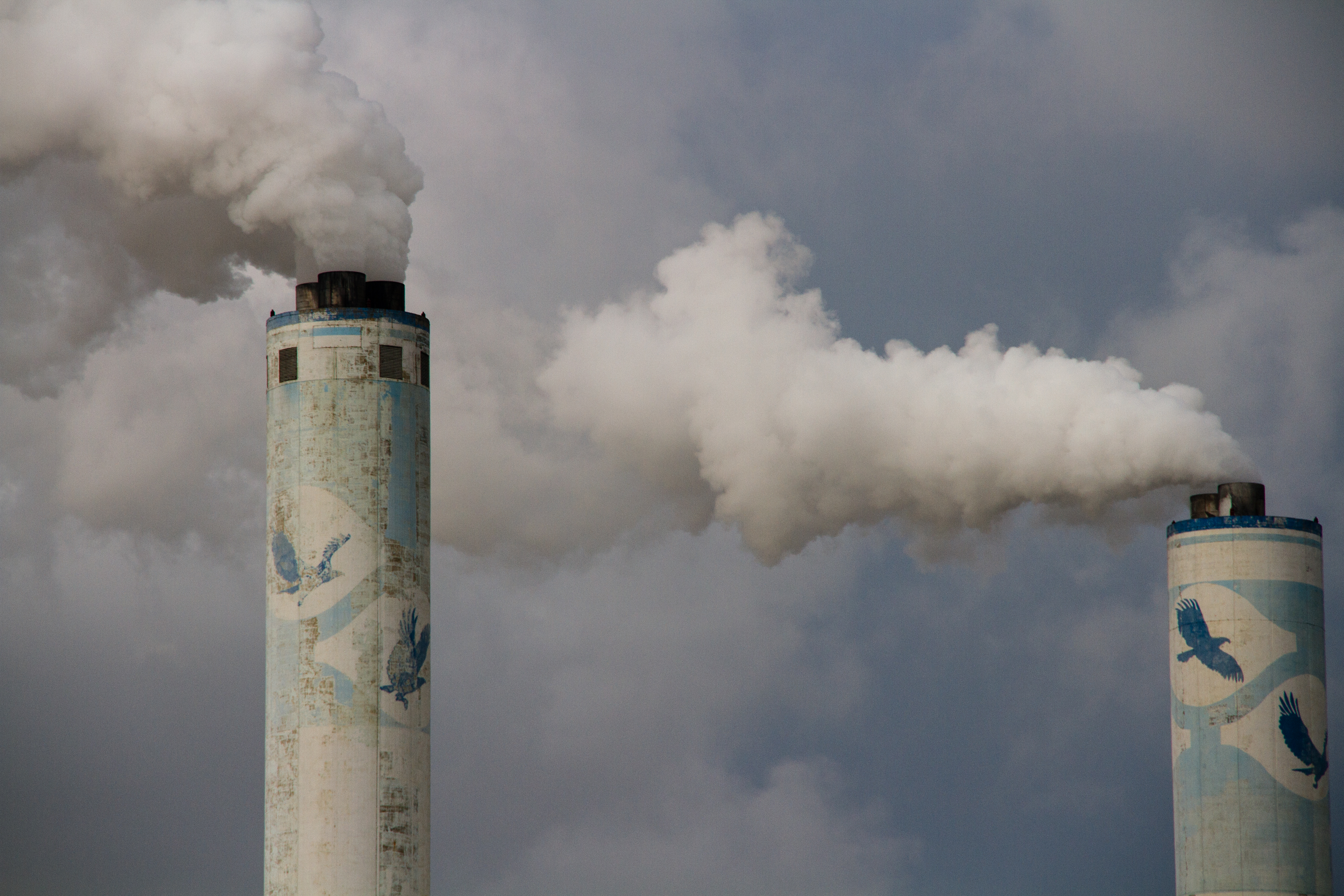
雲林離島式基礎工業區的煙囪。

2019年台化芳香烴廠液化石油氣外洩事故是指民國108年（2019年）4月7日於臺灣雲林縣雲林離島式基礎工業區（俗稱六輕工業區）中台灣化學纖維（台化）芳香烴三廠液化石油氣管線破裂，氣體外洩而產生氣爆的事故。臺灣媒體多使用六輕氣爆稱之。

## 背景
位於雲林縣的雲林離島式基礎工業區是臺灣最大的石化工廠區，以其內第六套輕油裂解廠（六輕）而聞名，又稱六輕工業區。該起事故係發生於台化芳香烴三廠。

## 過程
2019年4月7日14時，台化芳香烴三廠製程200區的液化石油氣管去乙丁烷塔破裂，氣體外洩產生氣爆、火災並伴隨震動，火光、濃煙可於數公里外看到。事故燃燒區域靠近中華民國列管的毒化物苯製程區附近，不過沒有波及，苯並無外洩。
《蘋果日報》讀者吳女向該報指出，約14時整聽到「爆炸聲超大，鐵皮屋都震動」，10分鐘後又傳出一聲爆炸聲；居住在距該廠約20分鐘車程的人民「以為阿共仔打過來了。」
雲林縣消防局在14時4分接獲報案，派遣麥寮、北五、台西、東勢分隊前去救災，25分到達時已經有明顯火光。據台塑集團麥寮管理部副總經理陳文仰說法，當下工廠已經停機。雲林離島式基礎工業區內的辦公室也受到氣爆影響，輕鋼架天花板被震垮掉落。陳文仰也聲稱沒有人員傷亡，其後雲林縣消防局局長林文山證實此事。近幾火勢已在16時7分得到控制。《蘋果日報》記者16時在距離事發處1公里處觀察到黑煙持續冒出及鍋爐運轉聲，警察在工廠外管制人車進出。

## 災情與因應
鄰近住家玻璃破碎，蓄養的雞鴨受驚死亡，社區的矮磚牆甚至被氣爆影響而破裂位移。台西鄉長林芬瑩表示五公里外的崙豐進安府玻璃也被震破；四湖鄉長蘇國瓏在四湖也有聽到爆炸聲。
廠區所在的麥寮鄉公所緊急撤離周遭村落一萬餘名居民。

## 各方反應
行政院發言人谷辣斯·尤達卡聲稱，行政院院長蘇貞昌已經迅速掌握相關資訊並派遣行政院相關二級機關前去救災，意欲將傷害降至最低。雲林縣縣長張麗善到該工業區關切災情，並責成雲林縣環境保護局除依《空氣污染防制法》對廠區科處新臺幣500萬元罰鍰外，亦持續監測下風處空氣，若有有毒物質致民眾健康遭到危害者，將再予科處罰鍰。